# Codex Cyprius
Codex Cyprius designado Ke ou 017 (Gregory-Aland), ε 71 (von Soden), é um manuscrito uncial grego dos quatro evangelhos, datado pela paleografia para o século 9.

## Descoberta
Contem 187 fólios dos quatro Evangelhos (26 x 19 cm). Escrito em 1 coluna por página, em 16-31 linhas por página.
O texto grego desse codex é um representante do Texto-tipo Bizantino. Aland colocou-o entre a Categoria V. Wisse descreveu ele como um membro da Família Π.
Actualmente acha-se no Biblioteca Nacional da França (Gr. 63).

## Literatura
- Scholz, Commentario inaigiralis de Codice Cyprio et familia quam sistit pro summis in theologia honoribus rite impetrandis, in: Curae criticae in historiam textus Evangeliorum: commentationibus duabus, Heidelberg  1820, p. 53-90
- Wilhelm Bousset, Die Gruppe K Π (M) in den  Evangelien, Texte und Untersuchungen, Bd. 11, Leipzig 1894, Heft 4, p. 111-135.
- Silva Lake, Family Π and the Codex Alexandrinus. The Text According to Mark, S & D V, London 1937.
- Henri Omont, Très anciens manuscrits grecs bibliques et classiques de la Bibliothèque Nationale (Paris 1896), 5 (Plate).
- W. H. P. Hatch, The Principal Uncial Manuscripts of the New Testament (Chicago, 1939), p. LXXV